# Polistyren
Polistyren, PS (−[CH
2CH(C
6H
5)]

Synteza polistyrenu

n−) – polimer otrzymywany w procesie polimeryzacji styrenu, pochodzącego zwykle z procesu katalitycznego odwodornienia etylobenzenu,  procesu Halcon-Oxirane lub rafinacji ropy naftowej.

## Historia
W Polsce przed wybuchem II wojny światowej proces technologiczny otrzymywania polistyrenu opracował polski chemik Kazimierz Smoleński.

## Właściwości
Po zmieszaniu z dodatkami polistyren stanowi podstawę wielu tworzyw sztucznych (oznaczanych literami PS). Czysty polistyren jest bezbarwnym, twardym, kruchym termoplastem (tworzywem formowanym przez topienie), o bardzo ograniczonej elastyczności.
Polistyren może być bezbarwny, słabo przezroczysty lub barwiony na dowolne, żywe kolory. Jego zaletą w stosunku do polietylenu i polipropylenu jest niższa temperatura mięknienia i mniejsza lepkość stopu, dzięki czemu łatwiej jest z niego otrzymywać w procesie formowania wtryskowego niewielkie przedmioty o złożonych kształtach.

## Zastosowanie
Polistyren, jako tworzywo lite, jest stosowany do produkcji sztucznej biżuterii, szczoteczek do zębów, pudełek do płyt kompaktowych, elementów zabawek. Ma jednak znacznie mniejszą odporność chemiczną od polietylenu i dlatego zasadniczo nie stosuje się go do produkcji opakowań produktów żywnościowych zawierających tłuszcze.
Polistyren najczęściej wykorzystywany jest w formie spienionej, nazywanej styropianem. Styropian otrzymuje się w wyniku gwałtownego ogrzewania parą wodną polistyrenu w formie granulek, wewnątrz których znajduje się niewielka ilość czynnika spieniającego. Jest nim mieszanina n-pentanu i izopentanu. Styropian jest masowo stosowany do produkcji styropianowych płyt izolacyjnych dla budownictwa, do produkcji opakowań, w tym do żywności.
Innym materiałem izolującym ze spienionego polistyrenu jest twardszy i mniej nasiąkliwy od styropianu polistyren ekstrudowany (XPS, potocznie styrodur).